# هنري أوستين (لاعب كرة قاعدة)
هنري أوستين (بالإنجليزية: Henry Austin)‏ هو لاعب كرة قاعدة أمريكي، ولد في أكتوبر 1844 في بروكلين في الولايات المتحدة، وتوفي في 2 نوفمبر 1904 في أميتيفيل في الولايات المتحدة.